# جيل الضبيبة (القفر)

تعديل مصدري - تعديل

جيل الضبيبة محلة تابعة لقرية بيت الاديب، التابعة لعزلة بني مبارز بمديرية القفر إحدى مديريات محافظة إب في الجمهورية اليمنية، بلغ تعداد سكانها 22 حسب تعداد اليمن لعام 2004.